# Áreas protegidas de Portugal

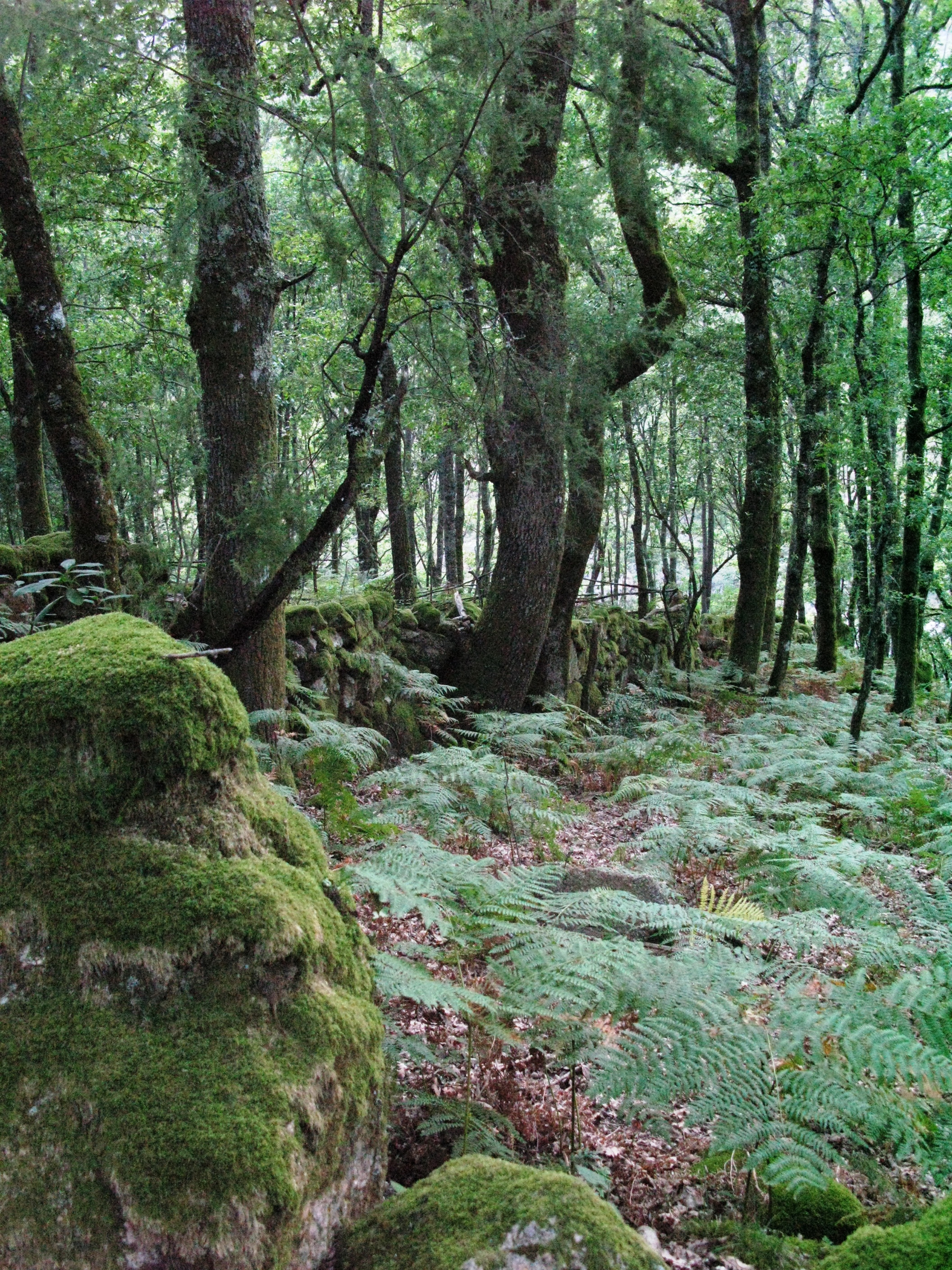
Parque Nacional da Peneda-Gerês, o único parque nacional em Portugal

A designação área protegida refere-se, em Portugal, a uma zona delimitada em que qualquer intervenção humana está condicionada e sujeita a regulamentos específicos tendo em vista a sua protecção ambiental ou outra. A Rede Nacional de Áreas Protegidas (RNAP) é constituída pelas áreas protegidas classificadas; atualmente inclui 32 áreas de âmbito nacional, 14 de âmbito regional ou local e 1 de âmbito privado.

## Classificação
Inicialmente, o decreto-lei que regulava os estatutos das AP é o decreto-lei 19/93 de 23 de Janeiro, definindo seis classificações de áreas protegidas. O Decreto-Lei n.º 142/2008, de 24 de julho constituiu a Rede Nacional de Áreas Protegidas (RNAP), que podem ser de âmbito nacional, regional/local ou privado:
- Parque Nacional
- Parque Natural
- Reserva Natural
- Monumento Natural
- Paisagem protegida
- Área protegida privada

## Áreas Protegidas de âmbito nacional

### Parque Nacional
Refere-se a uma área pouco alterada pelo homem, com ecossistemas pouco alterados pelo homem, amostras de regiões naturais características, paisagens naturais ou pouco humanizadas, locais geomorfológicos ou habitats de espécies com interesse ecológico, científico e educacional.
É equivalente ao nível II (National Park) da classificação da IUCN, que a define como sendo uma área terrestre e/ou marinha designada para: proteger a integridade ecológica de um ou mais ecossistemas, para a presente e futuras gerações; excluir a exploração ou ocupação contrárias aos propósitos que levaram ao estabelecimento da área; providenciar fundações para oportunidades espirituais, científicas, educacionais, recreativas e de visitação, todas elas ambiental e culturalmente compatíveis.
Existe apenas um parque nacional em Portugal:
- Parque Nacional da Peneda-Gerês.

### Parque Natural
Área que se caracteriza por conter paisagens naturais, seminaturais e humanizadas, de interesse nacional, sendo exemplo de integração harmoniosa da actividade humana e da Natureza, e que apresenta amostras de um bioma ou região natural.
Existem 13 Parques Naturais de âmbito nacional:
- Parque Natural da Arrábida
- Parque Natural da Ria Formosa
- Parque Natural da Serra da Estrela
- Parque Natural da Serra de São Mamede
- Parque Natural das Serras de Aire e Candeeiros
- Parque Natural de Montesinho
- Parque Natural de Sintra-Cascais
- Parque Natural do Alvão
- Parque Natural do Douro Internacional
- Parque Natural do Litoral Norte
- Parque Natural do Sudoeste Alentejano e Costa Vicentina
- Parque Natural do Tejo Internacional
- Parque Natural do Vale do Guadiana

### Reserva Natural

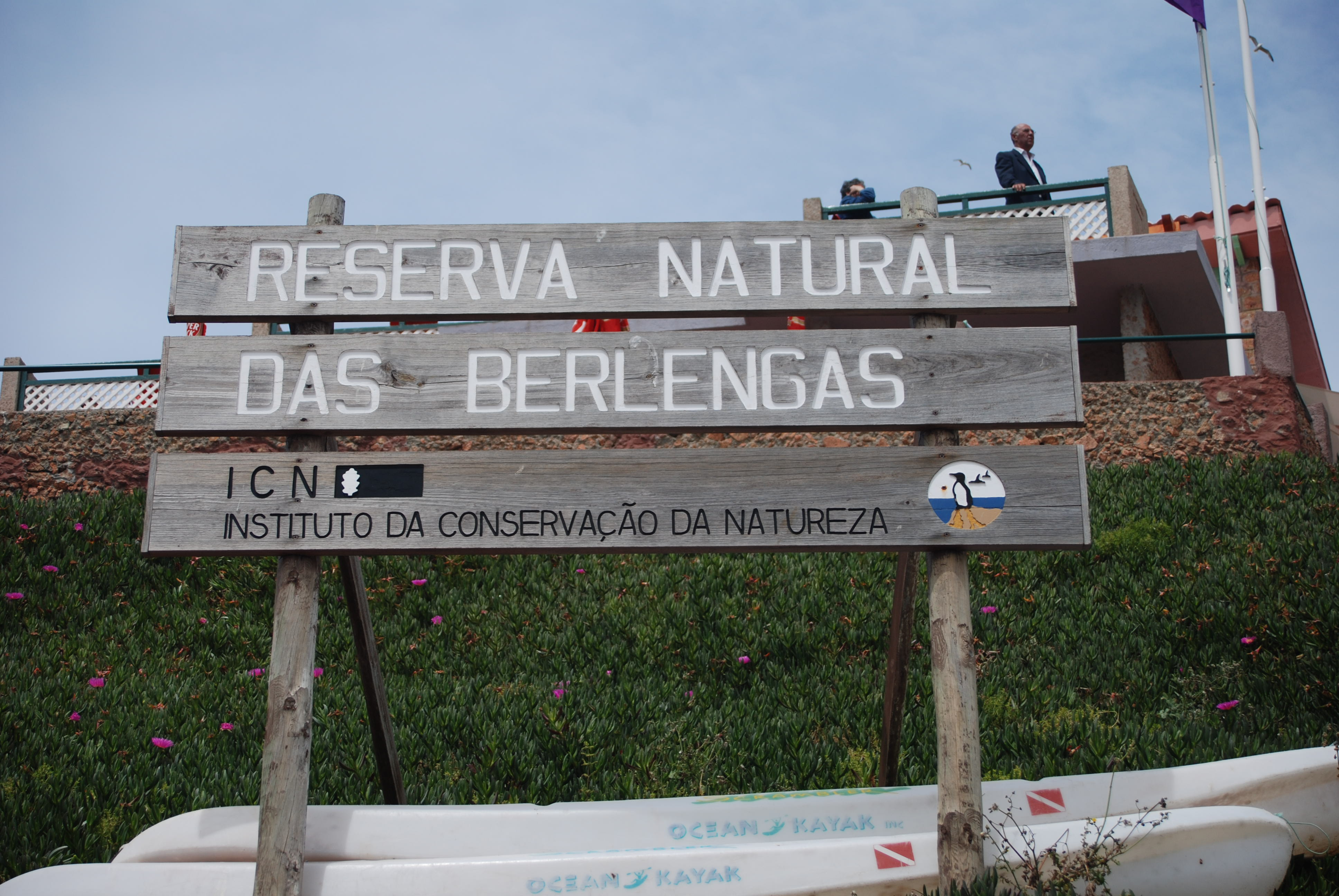
Reserva Natural das Berlengas

Zonas limitadas onde se procura evitar as alterações nos ecossistemas que podem levar à sua rutura. O território de uma reserva natural destina-se, mediante providências adequadas, à proteção e conservação da fauna e flora naturais, bem como da paisagem,área destinada à protecção de habitats da flora e fauna.
- Reserva Natural da Serra da Malcata
- Reserva Natural das Berlengas
- Reserva Natural das Dunas de São Jacinto
- Reserva Natural das Lagoas de Santo André e da Sancha
- Reserva Natural do Estuário do Sado
- Reserva Natural do Estuário do Tejo
- Reserva Natural do Paul de Arzila
- Reserva Natural do Paul do Boquilobo
- Reserva Natural do Sapal de Castro Marim e Vila Real de Santo António

### Paisagem Protegida
Área com paisagens naturais, seminaturais e humanizadas, de interesse regional ou local, resultantes da interacção harmoniosa do homem e da Natureza que evidencia grande valor estético ou natural.
- Paisagem Protegida da Arriba Fóssil da Costa de Caparica
- Paisagem Protegida da Serra do Açor

### Monumento Natural
Ocorrência natural contendo um ou mais aspectos que, pela sua singularidade, raridade ou representatividade em termos ecológicos, estéticos, científicos e culturais exigem a sua conservação e a manutenção da sua integridade.
- Monumento Natural da Pedra da Mua
- Monumento Natural da Pedreira do Avelino
- Monumento Natural das Pegadas dos Dinossáurios da Serra de Aire
- Monumento Natural das Portas de Ródão
- Monumento Natural de Carenque
- Monumento Natural do Cabo Mondego
- Monumento Natural dos Lagosteiros

## Áreas Protegidas de âmbito regional/local
De acordo com o decreto-lei 19/93 de 23 de Janeiro:

### Paisagem Protegida
- Paisagem Protegida da Albufeira do Azibo
- Paisagem Protegida da Serra de Montejunto
- Paisagem Protegida das Lagoas de Bertiandos e São Pedro dos Arcos
- Paisagem Protegida do Corno do Bico

De acordo com o Decreto-Lei n.º 142/2008, de 24 de julho:

### Parque Natural Regional
- Parque Natural Regional do Vale do Tua

### Reserva Natural Local
- Reserva Natural Local do Estuário do Douro
- Reserva Natural Local do Paul de Tornada

### Paisagem Protegida Regional
- Paisagem Protegida Regional da Serra da Gardunha
- Paisagem Protegida Regional do Litoral de Vila do Conde e Reserva Ornitológica de Mindelo
- Paisagem Protegida Regional Parque das Serras do Porto

### Paisagem Protegida Local
- Sítio Classificado dos Açudes de Monte da Barca e Agolada
- Sítio Classificado da Rocha da Pena
- Sítio Classificado da Fonte Benémola
- Área Protegida Local das Serras do Socorro e da Archeira

## Área Protegida de âmbito privado
- Reserva da Faia Brava

## Localização
|                                         |                                |  |
|                                         | Peneda-Gerês                   |  |
| Corno do Bico                           | Montesinho                     |  |
| Lagoa de Bertiandos e São Pedro de Arco | Albufeira de Azibo             |  |
| Litoral norte                           | Alvão                          |  |
| Dunas de São Jacinto                    | Douro Internacional            |  |
| Paul de Arzila                          |                                |  |
| Montes de Santa Olaia e Ferrestelo      | Serra da Estrela               |  |
| Serras de Aire e Candeeiros             | Serra da Malcata               |  |
| Monte de São Bartolomeu                 | Serra do Açor                  |  |
| Berlengas                               | Tejo internacional             |  |
| Serra de Montejunto                     | Pegadas de Dinossauros         |  |
| C. Lapiaz da Granja dos Serrões         | Paul do Boquilobo              |  |
| Granja dos Serrões e Negrais            | Serra de São Mamede            |  |
|                                         | Açude da Agolada               |  |
| Sintra-Cascais                          | Centro Histórico de Coruche    |  |
| Carenque                                | Açude do Monte da Barca        |  |
| Arriba Fóssil da C. Caparica            | Estuário do Tejo               |  |
| Pedreira do Avelino                     | Estuário do Sado               |  |
| Lagosteiros                             | Lagoa de St. André e Sancha    |  |
| Pedra da Mua                            | Vale do Guadiana               |  |
| Gruta do Zambujal                       | Fonte Benémola                 |  |
| Arrábida                                | S.C.Marim-V.R.S. António       |  |
| Sudoeste Alentejano e Costa Vicentina   | Ria Formosa                    |  |
|                                         | Rocha da Pena e Fonte Benémola |  |

«[https://www.google.com/maps/d/embed?mid=1IzfiASGjFwi9PWKNbHo4HWbq0h8 «Áreas protegidas de Portugal Continental»]. »  (Mapa). no Google Maps
- Ver localização no google

## Outras áreas protegidas
- Refúgio Ornitológico do Monte Novo do Roncão
- Reserva Botânica de Cambarinho